# ショタ (舞踊)
ショタ（セルビア語: Shota、アルバニア語: Shotë）は、コソボおよびアルバニアで人気を博するアルバニア舞踊。
シンクロナイズされたステップや強いリズムを特徴とする。結婚式やフォーク・フェスティバルなどの行事に合わせて踊られることが多い。

## 歴史
コソボ共和国の立法議会は2013年3月、ショタを国立合奏団の文化活動の一環に加える法律を成立させた。